# Norbert Alich
Norbert Alich (* 13. März 1955 in Weißenthurm) ist ein deutscher Kabarettist.

## Leben
Alich studierte Germanistik und Geschichte in Bonn an der Rheinischen Friedrich-Wilhelms-Universität. 1981 legte er sein erstes Staatsexamen ab. Danach begann er eine private Gesangs- und Schauspielausbildung. Von 1975 bis 1982 war er Mitbegründer, Schauspieler, Regisseur und später Leiter der Studentenbühne Bonn.
Norbert Alich ist verwitwet und Vater einer Tochter.

## Bühnenarbeit

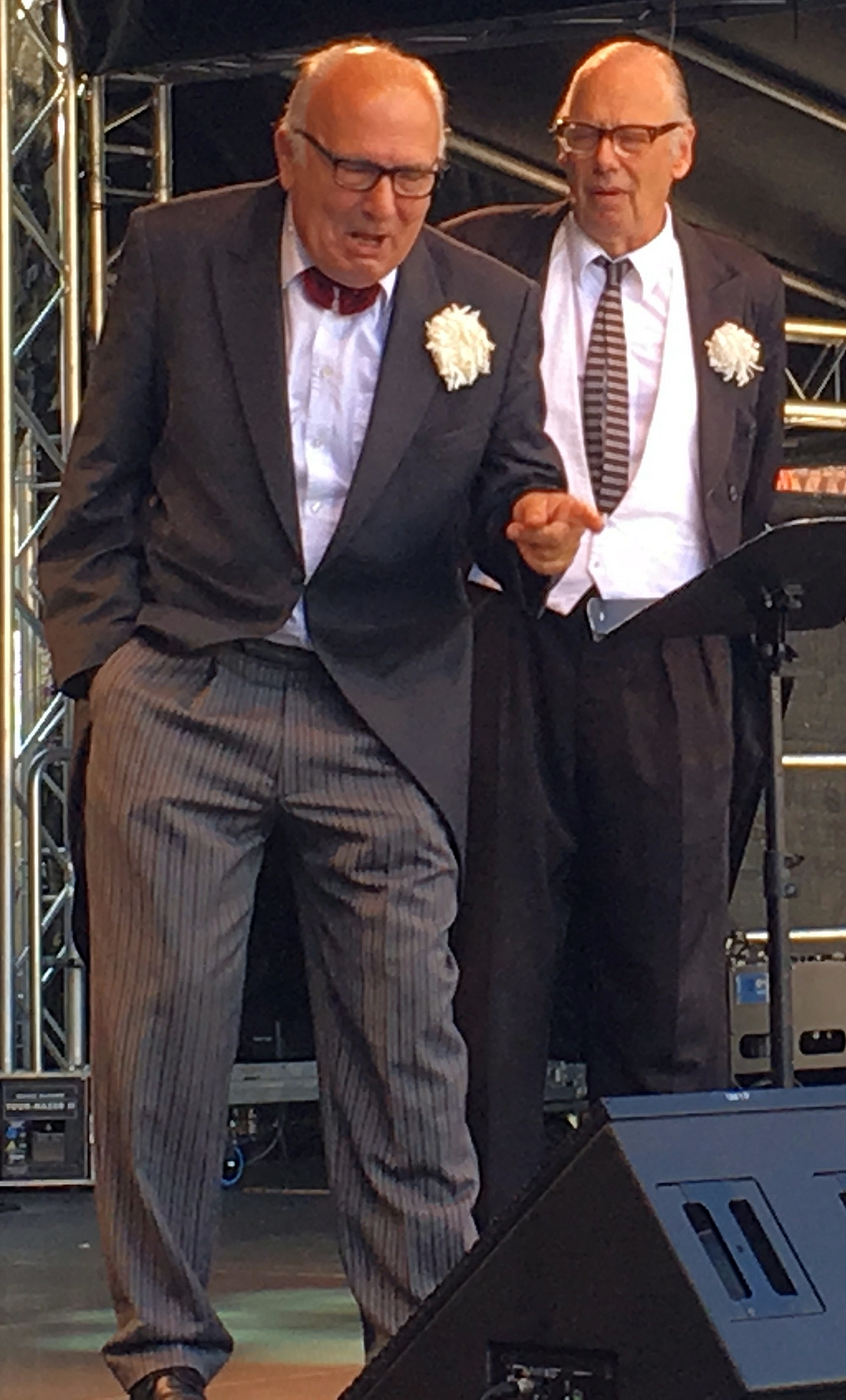
Norbert Alich (links) als Hermann Schwaderlappen und Rainer Pause (rechts) als Fritz Litzmann (2016)

Seit 1984 gehört Norbert Alich zum Ensemble  der alternativen Karnevalssitzung „Pink Punk Pantheon“ und leitet die Sitzung als „Vereinsvorsitzender“ zusammen mit dem „Alters-“ und „Ehrenpräsidenten“ Rainer Pause. Seit 1990 tritt er zusammen mit Rainer Pause („Fritz Litzmann“) als „Hermann Schwaderlappen“ in dem Kabarettduo „Fritz & Hermann“ auf. Die aktuelle Produktion heißt Durchstarten.
Zu seinem Repertoire gehören vier Soloprogramme: Ein Sängerleben (Das Leben eines Opernsängers), Der Mensch am Strom (Wer ist eigentlich dieser Rheinländer?), Heul Doch (Franz Schuberts Liederzyklus Die schöne Müllerin – neu erzählt) und Ich kann auch anders (Hermann Schwaderlappen allein zu haus).
Alich arbeitete als Moderator und Sängerdarsteller an den Opernproduktionen Der häusliche Krieg (1999) und Theatertote (2001) mit, zusammen mit Rainer Pause war er Gast am Schauspiel Bonn in den Produktionen Saison in Salzburg und Perichole. An der Oper Bonn spielte er die Rolle des „Frosch“ in der Operette Die Fledermaus.
Zu kabarettistischen Liederabenden, die er mitgestaltete, gehören u. a. Die Parvenues (Operettenpersonal), Das Lied von Soldaten, Lieder unterm Fenster zu singen, Der Rhein und die Folgen (Rheinlieder anders gesehen).
Zusammen mit Wolfgang Nitschke präsentierte er das Bestsellerfressen, mit Lioba Albus Was Gott getrennt kann nicht der Mensch verbinden.

## Fernsehen
Norbert Alich trat in Lücks Sketchsalat (ZDF), in der Dirk-Bach-Show (RTL) und in der Wochenschau (Sat.1) auf. Er war in dem Fernsehspiel Anna Leschek – verurteilt zu sehen.
Regelmäßig ist er zusammen mit Rainer Pause alias Fritz & Hermann in den Mitternachtsspitzen zu sehen; seit September 2006 zeigt das WDR-Fernsehen regelmäßig die Show Fritz & Hermann.

## Auszeichnungen
Jeweils zusammen mit Rainer Pause (Pause-Alich):
- 1991 – Morenhovener Lupe
- 1992 – Kritikerpreis des Komödiantenpreises im Hamburger Schmidt-Theater
- 2002 – Mindener Stichling – Gruppenpreis
- 2006 – Mäuseorden Bonn